# Morelos, Zacatecas
Morelos är en ort i Mexiko.   Den ligger i kommunen Morelos och delstaten Zacatecas, i den centrala delen av landet, 500 km nordväst om huvudstaden Mexico City. Morelos ligger 2 309 meter över havet och antalet invånare är 5 650.
Terrängen runt Morelos är platt åt nordväst, men åt sydost är den kuperad. Runt Morelos är det ganska glesbefolkat, med 25 invånare per kvadratkilometer. Närmaste större samhälle är Zacatecas, 10,8 km söder om Morelos. Trakten runt Morelos består till största delen av jordbruksmark.